# Mehrfarbdruck

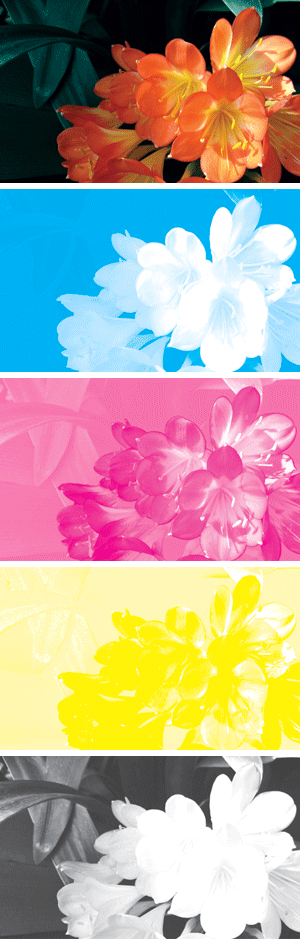
Farbseparation

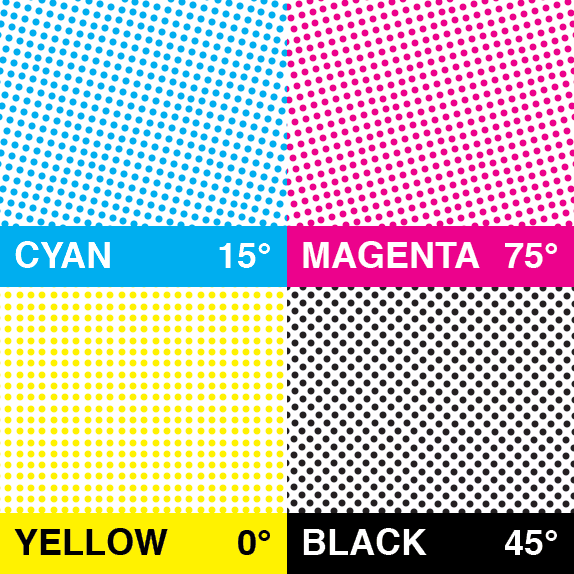
Raster Cyan, Magenta, Gelb, Schwarz

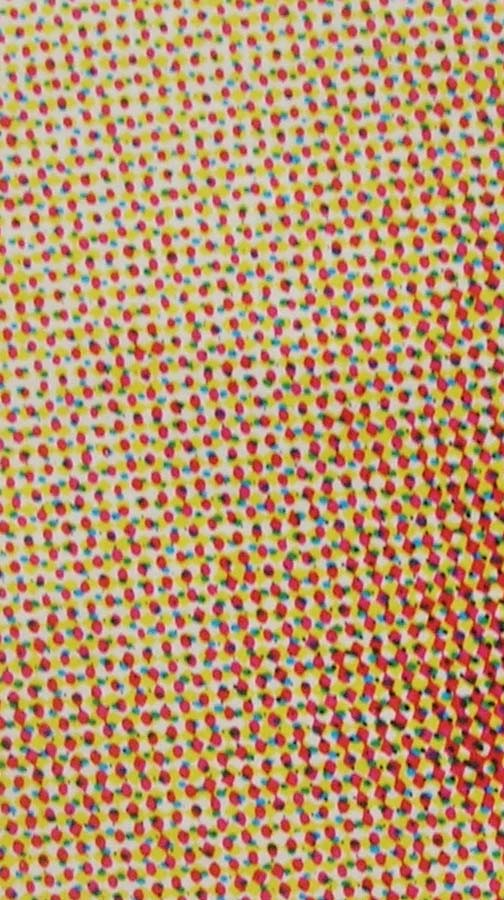
Mehrfarbdruck

Der Mehrfarbdruck ist eine in allen modernen Druckverfahren angewandte Technik zum Erstellen farbiger Druckerzeugnisse. Druckmaschinen für den Mehrfarbendruck enthalten für jede Farbe ein eigenes Druckwerk. Die häufigste Form des Mehrfarbdrucks ist der Vierfarbdruck mit den standardisierten Grundfarben Cyan, Magenta, Gelb und Schwarz (CMYK), den Prozessfarben.
Der Vierfarbdruck kann auf Grund der verwendbaren Pigmente nur einen Teil des vom Menschen wahrnehmbaren Farbraums abdecken. Für Farben, die außerhalb des CMYK-Farbraumes liegen, werden zusätzliche Druckwerke mit zusätzlichen Farben notwendig. Moderne Druckmaschinen können daher mit bis zu zehn Druckwerken (jeweils für eine Druckfarbe) ausgestattet sein. Für Leuchtfarben, extreme Farbtöne, Metallpigmente oder Corporate-Identity-Farben, die zu den Schmuckfarben gehören, werden spezielle Pigmente in den Druckfarben nötig und entsprechend weitere Druckwerke für jede zusätzliche Druckfarbe. Beim Rasterdruck sind die Raster für die Farben in unterschiedlichen Winkeln angeordnet, sodass sie sich im Wesentlichen nicht überdecken.
Gold als Echtgold, Silber als Echtsilber und andere Metalltöne auf Basis von Bronze oder Aluminiumpigmenten stellen besondere Anforderungen. Um den metallischen Glanz zu erreichen, muss neben der gewünschten Farbe auch Form der Druckfarbenpigmente eingehalten werden. Ein Aluminiumpigment gibt lediglich eine graue Farbe, für den Silberglanz sind Minplättchen nötig. Auch irisierende Farbflächen (die je nach Betrachtungswinkel unterschiedlich reflektieren) erfordern selbstverständlich auch getrennte Farbwerke und Druckverfahren. Zweifarb-Druckmaschinen können nur zwei jeweils frei wählbare Farben und die dazwischenliegenden Farbabstufungen darstellen. Sie kommen daher meist in Akzidenz-Druckereien zum Einsatz. Ein standardisiertes Farbmodell des Mehrfarbdruckes ist das von der Firma Pantone entwickelte Hexachrome-Farbsystem.
Eine exklusive Form des Mehrfarbdruckes ist das Verdrucken von sieben Druckfarben mit besonderen Druckverfahren. Es wird eingesetzt um gute Kunstdrucke, etwa bei für Gemäldereproduktionen zu erreichen. Zusammen mit dem Weiß des Druckträgers (Kunstdruckpapier), sind acht Farbkomponenten die technische Basis, um den Farbort jedes Druckpunktes aus dem Farbraum der Vorlage zu erreichen. Der mit dem Verfahren erreichbare Farbraum kann so vergrößert werden. Der Photochromdruck ist ein Vervielfältigungsverfahren des Mehrfarbdrucks.